# 佐竹義郷
佐竹 義郷（さたけ よしさと）は、室町時代前期の武将。

## 略歴
佐竹与義の長男。山入氏は常陸守護・佐竹氏の一族であるが、宗家との折り合いが悪く抗争に明け暮れており、応永29年（1422年）に父・与義は足利持氏と宗家の義人に攻められ死亡している。義郷は父の死後に山入氏を継いだが、応永年間に常陸国久慈郡松平（現在の茨城県常陸太田市松平町）に松平城を築城したこと以外事跡が明らかになっておらず、程なくして隠居または死去したものとみられる。義郷の子には義信がいたが、幼少のためか山入佐竹氏の家督は弟の祐義が継承した。